# 名東スポーツセンター
名東スポーツセンター（めいとうスポーツセンター）は、愛知県名古屋市名東区猪高町大字高針勢子坊307-12にある市営のスポーツ施設である。

## 概要
名東スポーツセンターは、猪高緑地南西部に隣接する位置にある。最寄駅が無い為、どの駅からも距離がある。

## 沿革
- 1997年（平成9年）10月7日 - オープン。

## 施設

### 第1競技場
観客席：1196席
- ハンドボール／1面、テニス／2面
- バスケットボール／2面
- バレーボール（9人制）／2面、（6人制）／3面
- 卓球／12面、バドミントン／10面
- レク・インディアカ／10面、その他
- ランニングコース／210メートル

### 第2競技場
観覧席：102席
- バレーボール／1面、卓球／5面、バドミントン／2面
- 柔道・剣道・空手・なぎなた／各2面、その他

### 軽運動室
- エアロビクス・ジャスダンス・卓球

※ 球技ではご利用いただけません。（卓球を除く）

### トレーニング室
有酸素系
- トレッドミル系　2種類：8点
- 自転車エルゴメーター系　5種類：15点
- ステップマシン系　3種類：7点

ウエイトマシン系
- 上半身・下半身・体幹等　16種類：16点

フリーウェイト系
- ベンチプレスベンチ等　9種類：10点
- スクワットラック・パワーラック等　2種類：2点
- セットダンベル	1㎏～40㎏
- 着脱式バーベル	最大240㎏

### 温水プール
- 練習用：25メートル／6コース（水深1.1メートル～1.3メートル）
- 学童用：25メートル／1コース（水深0.8メートル）
- 幼児用：50平方メートル（変形　水深0.6メートル及び0.3メートル）

### 会議室
- 2室（24名×2）

### 駐車場
- 190台

## 所在地
- 愛知県名古屋市名東区猪高町大字高針勢子坊307-12

## 周辺施設

### 施設
- 名古屋市厚生院
- 名古屋市障害者スポーツセンター

### 教育
- 名古屋市立高針台中学校
- 高針北保育園

### 公園
- 猪高緑地

## 交通アクセス

### バス
名古屋市営バス
- 「障害者スポーツセンター」停留所下車、南へ徒歩で約5分。
  - 幹本郷1：本郷 - 猪高緑地、本郷 - 本郷、本郷 - 地下鉄平針